# Marie-Étienne Populus
Marie-Étienne Populus, né le 25 septembre 1736 à Bourg-en-Bresse et exécuté le 14 février 1794 à Lyon, est une personnalité politique française.

## Biographie
Avant la Révolution, Populus était l’un des avocats les plus en crédit au présidial de Bourg-en-Bresse. Nommé, le 3 avril 1789, par le tiers-état de cette province, député aux États-Généraux, le 19 juin 1789, il s’y est montré, dès le commencement, un des plus chauds partisans des innovations, fervent partisan de la réunion des ordres, accusant « l’astuce » du clergé ; qui, disait-il, était toujours le même depuis huit cents ans. Par suite de sa motion, la chambre du clergé fut sommée de se réunir à l’instant même à celle du tiers-état, ce qui concrétisa la réunion des trois ordres.
S’intéressant également à la question de la disette qui agitait alors la France, il dénonça l’exportation aux frontières, et demanda la suppression du comité des subsistances, pour rejeter la responsabilité sur les ministres. Après les journées des 5 et 6 octobre 1789, il fut l’un de ceux qui insistèrent avec le plus de force pour que l’assemblée, devenue nationale, soit transférée à Paris. Il a demandé, à l’occasion de la discussion de la loi martiale, que les prêtres soient exclus des fonctions civiles et politiques.
Comme il s’était fait le correspondant politique des habitants de Bourg, ses bulletins étaient lus tous les jours, au peuple rassemblé à l’Hôtel-de-Ville. À l’une de ces réunions, fut lu un historique du voyage de la famille royale après le 6 octobre. Tout entier occupé à cette correspondance, Populus prit peu part aux travaux de la Constituante. En 1790, il accusa le comte d’Antraigues de provoquer à la résistance contre les décrets. Commissaire à la fabrication des assignats, il protesta, avec Nicolas Bergasse contre ces derniers. Il concourut également à faire exclure les ecclésiastiques des fonctions publiques. Il se retira à la fin de la session, comme nombre de ses collègues constituants, dans sa patrie, où il devint simple juge au tribunal civil.
Populus se rendit, en mai 1793, à Paris, à la tête d’une députation visant à dénoncer, à la Convention nationale, les pratiques des représentants Amar et Merlino, qui avaient fait incarcérer plus de cinq cents personnes en une semaine. Il exposa à la barre de l’assemblée, dans la séance du 19 mai 1793, que des vieillards, des femmes et des enfants étaient entassés dans des cachots, sans discernement et sans motifs ; qu’une femme qui n’avait jamais eu d’enfants avait été emprisonnée pour avoir fait passer des secours à son fils émigré… Le président répondit que « les premiers devoirs de l’assemblée étaient de venger les droits de l’homme ; qu’elle rendrait justice… »
Sur le rapport de Pierre Philippeaux, la pétition fut envoyée au Comité de sûreté générale, qu'Amar devait rejoindre le 16 juin.

Quelques jours avant les journées du 31 mai et du 2 juin 1793, qui se soldèrent par l’exclusion et l’arrestation des députés girondins de la Convention, Populus avait été le chef d’une députation envoyée par le département de l’Ain à ses voisins de Lyon, qui préparaient leur soulèvement contre la Convention nationale. La députation avait pour but d'offrir la coopération de l'Ain dans cette résolution, mais la défaite des Lyonnais, à la suite du siège de la ville par l'armée dirigée par son ancien collègue et ami, Gauthier, avec Dubois-Crancé et Kellermann, intervint avant que cette coopération soit effective.

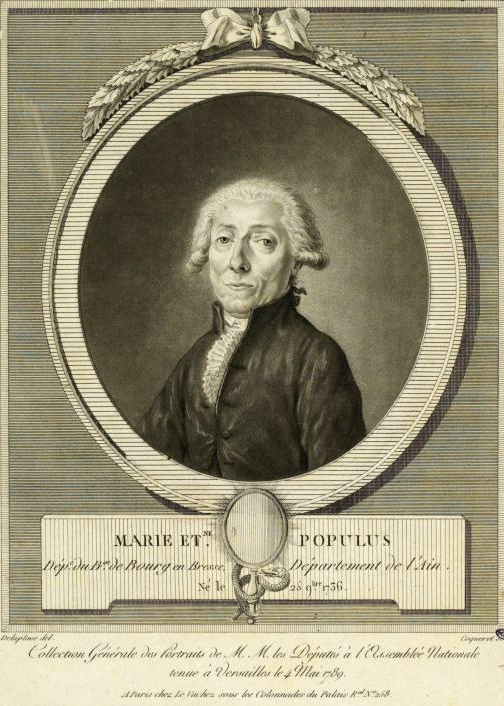
Marie-Étienne Populus par Pierre-Charles Coqueret. (Musée de la Révolution française)

Dans le cadre de la répression des insurrections fédéralistes, Populus fut incarcéré, à la suite de l'arrêté du représentant Antoine-Louis Albitte. Attaché sur une charrette, il fut conduit à Lyon, déposé au pied de l’échafaud et immédiatement exécuté.
On a beaucoup parlé, en son temps, des amours de Populus avec Théroigne de Méricourt, mais il s’agissait d’une désinformation initiée par Jean-Gabriel Peltier du journal royaliste, Les Actes des Apôtres. Trente ans plus tard, Peltier disait qu’il n’avait pas eu d’autre motif de choisir Populus pour son héros que les opinions de ce député et la singularité de son nom.